# Daegu Civic Stadium
El Estadio Cívico de Daegu (coreano: 대구시민운동장 ) fue un estadio multiusos ubicado en la ciudad de Daegu, capital de la provincia de Gyeongsang del Norte, Corea del Sur. Fue inaugurado el 20 de abril de 1948 y poseía una capacidad para 30.000 espectadores (19.467 asientos). Fue utilizado por el Daegu FC de la K League.
El estadio inaugurado en 1948, fue ampliado y reconstruido en 1975, y renovado y reparado en 2003. El estadio fue demolido en 2017 y en su lugar se levantó el nuevo DGB Daegu Bank Park inaugurado en 2019.
Durante los Juegos Asiáticos de 1986, los Juegos Olímpicos de Seúl 1988 y la Universiada de 2003, albergó partidos del torneo de fútbol.